# جرمی کلینگ
جرمی کلینگ (انگلیسی: Jeramie Kling؛ زادهٔ ۱۹۸۲ (۴۲–۴۳ سال)) موسیقی‌دان، مهندسی صدا، مدیر تور اهل ایالات متحده آمریکا است. وی از سال ۲۰۰۳ میلادی تاکنون مشغول فعالیت بوده است.